# 15th Anniversary Show
L'édition 2017 de Anniversary Show est une manifestation de catch (lutte professionnelle) en paiement à la séance, produite par la fédération américaine Ring of Honor (ROH), initialement diffusée en haute définition et en direct sur le câble et via satellite, aux États-Unis. Elle est également disponible en ligne, sur le site d'hébergement de vidéos Ustream. Le pay-per-view (PPV) se déroule le 10 mars 2017 au Sam's Town Hotel and Gambling Hall (en) à Las Vegas, dans le Nevada. Ce spectacle est considéré comme un des pay-per-view majeurs de la ROH, qui célèbre l'anniversaire de la fédération. Pour cette 15e édition de Anniversary Show, Adam Cole et Christopher Daniels sont présentés sur l'affiche promotionnelle.

## Contexte
Les spectacles de la Ring of Honor en paiement à la séance sont constitués de matchs aux résultats prédéterminés par les scénaristes de la ROH. Ces rencontres sont justifiées par des storylines - une rivalité avec un catcheur, la plupart du temps - ou par des qualifications survenues au cours de shows précédant l'évènement. Tous les catcheurs possèdent un gimmick, c'est-à-dire qu'ils incarnent un personnage face (gentil) ou heel (méchant), qui évolue au fil des rencontres. Un pay-per-view comme Anniversary Show est donc un événement tournant pour les différentes storylines en cours.

## Résultats
| #                                                                | Matchs | Stipulation                                                                    | Durée |
| ---------------------------------------------------------------- | --- | ------------------------------------------------------------------------------ | ----- |
| Dark                                                             | Will Ferrara (en) bat Shaheem Ali | Match simple                                                                   |       |
| 1                                                                | Jay White bat Kenny King (avec Caprice Coleman)                                                                                           | Match simple                                                                   | 10:00 |
| 2                                                                | Frankie Kazarian bat Hangman Page, Chris Sabin, Punishment Martinez, Cheeseburger (en) et Silas Young (avec Beer City Bruiser)            | Six-man Mayhem match pour être challenger au ROH World Television Championship | 10:20 |
| 3                                                                | Jay Lethal bat Bobby Fish | Match simple pour être challenger au ROH World Championship                    | 15:30 |
| 4                                                                | The Kingdom (Matt Taven, TK O'Ryan (en) et Vinny Marseglia) (c) battent Dalton Castle et The Boys (Brent & Brandon)                       | Six-Man Tag Team match pour les ROH World Six-Man Tag Team Championship        | 8:10  |
| 5                                                                | Marty Scurll (c) bat Lio Rush | Match simple pour le ROH World Television Championship                         | 18:45 |
| 6                                                                | Bully Ray et The Briscoe Brothers (Jay Briscoe & Mark Briscoe) (c) battent Davey Boy Smith Jr. et War Machine (Hanson & Raymond Rowe)     | Six-Man Tag Team match                                                         | 12:04 |
| 7                                                                | The Hardys (Matt Hardy & Jeff Hardy) battent The Young Bucks (Nick Jackson & Matt Jackson) (c) et Roppongi Vice (Beretta et Rocky Romero) | Las Vegas Street Fight match pour les ROH World Tag Team Championship          | 17:15 |
| 8                                                                | Christopher Daniels bat Adam Cole (c) | Match simple pour le ROH World Championship                                    | 21:55 |
| (c) désigne le(s) champion(s) défendant son titre dans le match. | |                                                                                |       |